# Diglotta littoralis
Diglotta littoralis är en skalbaggsart som först beskrevs av Horn 1871.  Diglotta littoralis ingår i släktet Diglotta och familjen kortvingar. Inga underarter finns listade i Catalogue of Life.